# Philipp Ludwig Bunsen
Philipp Ludwig Bunsen (* 5. September 1760 in Arolsen; † 13. September 1809 ebenda) war ein deutscher Regierungsrat und Schriftsteller.
Der Sohn des Münzmeisters Philipp Christian Bunsen studierte zunächst Theologie und dann Jura.
Er wurde Justizrat und später Regierungsrat und Bibliothekar in Arolsen. Sein Haus in der Hauptstraße erwarb er 1791 von Johann Friedrich August Tischbein (das der Fürst diesem geschenkt hatte).
Er dichtete „Unter dieser Eiche lasst Euch nieder“.
Sein dritter Sohn, Robert Louis Karl Bunsen (28. März 1808 – 6. September 1882) wurde Leibarzt am Kasseler Hof.

## Schriften
- Siegfried von Lindenberg: Ein Lustspiel in fünf Aufzügen; 1790 (Digitalisat).
- Eine humoristische Sängerfehde entschieden durch Gottfried August Bürger; Marburg, 1791; mit Gottfried August Bürger, Karl Ludwig Eberhard Heinrich von Wildungen, Freiherr von Wülknitz
- Der Emigrant: ein Schauspiel in fünf Aufzügen; 1793
- Jean-Baptiste Bellair aus Sierques in Lothringen; 1802
- Zwei Augen für Eins: ein Schauspiel; 1807